# Tecido erétil
O tecido erétil (pt-BR) ou tecido eréctil (pt) (AO 1990: tecido eréctil ou tecido erétil), é um tecido que tem capacidade de se erguer, normalmente ao ser preenchido com sangue. No pênis(pt-BR) ou pénis(pt-PT?), por exemplo, a excitação sexual banha o corpo cavernoso e o corpo esponjoso com sangue, o que torna o pênis ereto e rígido.